# Proctologia
La proctologia (del grec antic πρωκτός/prôktós "anus" i λογία/lògia "estudi") és una especialitat de la gastroenterologia i de la cirurgia digestiva que estudia la patologia de les malalties de l'anus i el recte.
L'examen proctològic consisteix en una entrevista centrada en la patologia de la regió anal, la inspecció de l'anus, el tacte rectal, l'anuscòpia i la proctoscòpia.

## Malalties de l'anus i el recte
- Hemorroides: varius o la inflor i la inflamació de les venes en el recte i l'anus
- Fissura anal: clivella anormal a l'anus
- Fístula anal: connexions anormals o passatges entre el recte o àrea anorectal i la superfície de la pell
- Incontinència fecal
- Càncer anal (rar)
- Prolapse rectal: protrusió de les parets del recte a través de l'anus
- Defectes de naixement com ara l'anus no perforat